# چیکانایاکانا هالی
چیکانایاکانا هالی (به انگلیسی: Chikkanayakana Halli) یک زیستگاه انسانی در هند است که در ناحیه تومکور واقع شده‌است.

## خصوصیات
چیکانایاکانا هالی ۸٫۷۲ کیلومترمربع مساحت و ۲۷٬۳۶۰ نفر جمعیت دارد و ۸۰۴ متر بالاتر از سطح دریا واقع شده‌است.